# Trachyliopus fuscosignatipennis
Trachyliopus fuscosignatipennis là một loài bọ cánh cứng trong họ Cerambycidae.